# Mycalesis tessimus
Mycalesis tessimus är en fjärilsart som beskrevs av Hans Fruhstorfer 1908. Mycalesis tessimus ingår i släktet Mycalesis och familjen praktfjärilar. Inga underarter finns listade i Catalogue of Life.